# Seth Ljungqvist
Seth Ljungqvist, född 5 maj 1880 i Falu Kristine församling, död 23 juni 1954 i S:t Matteus församling, Stockholm, var en svensk överingenjör, byråchef och ordförande för Radiotjänst.
Ljungqvist arbetade inom Telegrafverket och var bidragande till att försöksverksamhet med radiosändningar inleddes av verket. När AB Radiotjänst bildades blev han ledamot av styrelsen. Ljungqvist var vice ordförande där fram till 1937 när han blev företagets styrelseordförande. Han innehade denna tjänst fram till pensionen 1947. Ljungqvist är gravsatt på Norra begravningsplatsen utanför Stockholm.

## Källhänvisningar
1. 1 2  Seth Ljungqvist, Svenskt biografiskt lexikon, Svenskt Biografiskt Lexikon-ID: 9623, läs online.[källa från Wikidata]
2. ↑  Ljungqvist, Seth i Vem är Vem?: Stockholmsdelen (första upplagan, 1945)
3. ↑  ”Ljungqvist, Seth”. SvenskaGravar.se. https://www.svenskagravar.se/gravsatt/230bf6a4-9601-4170-bd18-63ee96d5ba82. Läst 23 april 2025.